# Street Fighter II: The Animated Movie
Street Fighter II - The Movie (Street Fighter II - The Animated Movie nos EUA, ストリートファイターII MOVIE Sutorīto Faitā Tsū Mūbī no Japão e Street Fighter II - O Filme em português) é um filme de animação japonês de 1994 dirigido por Gisaburo Sugii e produzido pela Capcom.
A animação é uma adaptação da série de jogos Street Fighter II e teve a animação realizada pelo Group TAC, sendo distribuído pela Manga Entertainment. Não confundir o título com o filme em live-action Street Fighter: A Batalha Final estrelado por Jean-Claude Van Damme e Raul Julia. Foi lançado no Japão em 8 de agosto de 1994 e teve versões dubladas em várias partes do mundo, sendo duas versões diferentes no Brasil, na qual foi vista nos cinemas em Fevereiro de 1996. Também foi editado em algumas partes do mundo para se adaptar as leis locais devido a cenas consideradas impróprias para o público alvo do filme, normalmente adolescentes entre 12 e 18 anos. Anos depois, as cenas consideradas impróprias foram mostradas sem censura quando lançaram o filme em Blu-Ray em todas as partes do mundo.

## Sinopse
O filme começa com a luta entre Ryu e o multi-campeão de Muay Thai, Sagat. Depois de uma sangrenta batalha, Ryu vence com um potente golpe Shoryuken, deixando uma enorme cicatriz no peito de Sagat, finalizando com um Hadouken e se tornando, simbolicamente, o campeão mundial dentre os lutadores de rua, por derrotar o considerado mais forte lutador do mundo até então. Enquanto isso, a agente Cammy, sob efeito de lavagem cerebral, é enviada a Inglaterra para assassinar um ministro local a mando de uma organização criminosa Shadaloo, comandada por M. Bison. A agente da Interpol, Chun Li investiga o caso e aponta para o recrutamento de vários lutadores no mundo a mando de M. Bison para fazerem parte da organização, seja através de benefícios financeiros ou através de lavagem cerebral.  
Nos EUA, Ken Masters, amigo antigo de mesmo dojo de Ryu, vence mais um torneio de artes-marciais, porém sem nunca se esquecer do amigo que não vê a alguns anos. Durante uma ida ao cais da cidade de Seattle, Ken é desafiado por T. Hawk, um índio americano que foi obrigado a se refugiar no México por ter suas terras tomadas pela Shadaloo. Mesmo evitando a luta, Ken vence o índio de 2,39 cm de altura. A luta é acompanhada por um dos ciborgues de M. Bison para avaliar a habilidade dos lutadores. Ryu continua sua caminhada, dessa vez na Índia, onde enfrenta o ator de filmes de ação Fei Long, que grava um filme no local. Na central da organização Shadaloo, na fronteira do Camboja com o Laos, Bison observa a semelhança do estilo de luta de Ken e Ryu, pedindo o recrutamento de ambos, assim como já havia feito com Vega, Balrog e Sagat. Chun Li recorre as Forças Armadas dos Estados Unidos para convencer o coronel Guile uma operação conjunta para capturar Bison. Porém, inicialmente esse recusa.
Guile é surpreendido por Chun Li novamente e pede uma aliança com ele, mas este se recusa devido a perda de seu companheiro em um evento atrás. Chun Li fala que ambos possui um mesmo ideal porque o pai dela foi morto por Bison e eles vão a Los Angeles alertar Dee Jay, que também estava a ser observado por um dos ciborgues. Ao perceber a movimentação contra sua organização, M. Bison ordena que Vega dê um fim em Chun Li. Já de volta a seu apartamento em Nova York, Chun Li é alvo do assassino espanhol, porém consegue vencê-lo após uma sangrenta batalha e arremessando-o de seu apartamento. Entretanto, Chun Li acaba entrando em coma devido à perda de sangue durante a batalha. Guile chega a tempo de levá-la ao hospital e continua suas investigações sozinho. Enquanto isso, Bison vai pessoalmente capturar Ken na região noroeste dos EUA. Usando seu poder descomunal, ele rapta Ken e também realiza lavagem cerebral com ele. Balrog é enviado a Las Vegas para recrutar mais dois lutadores que estariam em combate, Zangief e Blanka.
Bison ordena a Sagat para ir atrás de Vega e Cammy achando que eles poderiam dar informações da Shadaloo. Sagat questiona que este tinha uma rixa com Ryu, mas Bison quer que faça o que foi ordenado e que seu inimigo são os Street Fighters e não Ryu.
Ryu está nas montanhas do Himalaia e ajuda uma menina por causa de um mal-entendido e também conhece E. Honda, que havia vencido a Dhalsim em um combate graças a presença de Ryu. Contudo, eles são compatriotas, segundo E. Honda, são japoneses. Enquanto treinam, eles recebem a visita de Guile para os alertar sobre as buscas de Bison por novos soldados. Seguido por Bison, os três são surpreendidos pelo avião do líder da Shadaloo. Com Ken, sob efeito da lavagem cerebral e Balrog, começa a batalha entre os 6 lutadores.
Ryu não combate contra Ken por se tratar de seu melhor amigo, porém esse não se lembra de nada anterior a hipnose de Bison. Guile enfrenta Bison, sem muita chance diante de tanto poder, enquanto E. Honda e Balrog duelam próximos a um desfiladeiro em que caem. Após algumas lembranças virem a sua mente, Ken desperta em parte do transe e Bison, vendo tal coisa, o golpeia fortemente. Então, Ryu enfrenta Bison, também com poucas chances de vencer. Ken volta a si depois de despertar do transe do Bison e mal consegue ficar de pé. Ken vê seu amigo Ryu enfrentando Bison e vai se juntar na luta, mas seu corpo e alma estão abalados devido a lavagem cerebral de Bison que mal consegue ficar em pé. Ken se concentra para poder se recuperar totalmente do ocorrido, eliminando o que era negativo em sua mente e depois aparece no campo de batalha para ajudar o amigo na luta contra Bison. Bison comete o erro de lutar com os amigos "no mesmo nível deles", ou seja, sem utilizar todos os seus poderes sobre-humanos, apenas no corpo-a-corpo. Depois de uma grande batalha, Ken e Ryu vencem o líder da Shadaloo usando um Hadouken duplo. E. Honda aparece carregando Guile e Balrog, mas fica feliz pela dupla ter se acertado e por ter derrotado Bison.
O quartel general da Shadaloo é destruído pela Interpol e Forças Armadas dos EUA no Laos. Guile recebe uma ligação do hospital para se dirigir até lá. Chegando ao quarto onde estava Chun Li, seu corpo estava coberto, achando que Chun Li não tinha resistido aos ferimentos que recebeu de Vega, mas Chun Li surpreende Guile, como também mostra a notícia da vitória em cima da Shadaloo, mas quando ia cumprimentá-lo, Guile não demonstra estar bem pelo fato de ter sido enganado.
Ryu se despede de Ken e continua seu caminho em busca da melhora espiritual na região do estado de Washington, nos EUA com Elisa e oferece carona, mas Ryu preferiu caminhar e os dois admitem para ambos que ficaram bem fortes. Enquanto Ryu seguia, é surpreendido por Bison dirigindo um caminhão em sua direção.

## Recepção do Filme
No ano de seu lançamento, 1994, o anime era tido como a versão real das histórias de vida dos personagens, uma vez que as histórias nos jogos eram limitadas a pouquíssimos quadros de uma animação pobre, devido a tecnologia da época. Porém, com a passagem dos anos e os novos jogos que viriam a seguir, deixaram essa animação como apenas mais uma das muitas adaptações baseadas na série de jogos. Apesar disso, por ter sido lançada pela própria empresa do game e tendo o aval e colaboração do criador da série, Yoshiki Okamoto, essa animação desempenhou um papel importante na história de Street Fighter.
O jogo que sucedeu o marcante Street Fighter II foi Street Fighter Alpha (no Japão conhecido como Street Fighter Zero). O enredo do jogo foi claramente baseado nos momentos em que Ken relembra fatos passados com Ryu. Dessa forma, ao invés do esperado Street Fighter III, a Capcom lançava um jogo em que contava a história dos personagens quando jovens, com o visual sendo também baseado no anime, como o cabelo comprido de Ken e Ryu ainda sem sua tradicional faixa vermelha. A faixa vermelha de Ryu também é outro fato significante trazido da animação. Durante uma de suas lembranças no filme, Ken e Ryu estão treinando em uma floresta no Japão, quando o japonês sofre um pequeno acidente e fere a testa. Ken, em sinal da amizade de ambos, lhe dá a faixa vermelha que usava para prender seus longos cabelos. Esse gesto acaba se tornando um grande símbolo da amizade de ambos, apesar da rivalidade. No final de Ken no jogo Street Fighter Alpha 2, a mesma cena acontece, porém com leves mudanças (como o cenário de fundo, o motivo da entrega - Ken ter vencido Ryu no combate final) deixando claro que a ideia foi baseada no anime mas não necessariamente sendo o anime parte real do enredo dos jogos.
A luta final do anime entre Ryu e Ken contra Bison também inspirou uma novidade no jogo Street Fighter Alpha. O chamado Dramatic Battle, em que os dois personagens lutavam ao mesmo tempo contra Bison, artifício usado originalmente no game Fatal Fury, da SNK, uma antiga competidora da Capcom. Inclusive a música do jogo é a mesma do anime, seguindo a trilha sonora japonesa.

## Diferentes versões
O anime teve diferentes versões em várias partes do mundo, dependendo das leis locais para algumas cenas consideradas impróprias em alguns países. A mais famosa delas é o banho em que a personagem Chun-Li aparece completamente nua. O filme em que Chun-Li utiliza o Kikouken, é trocada em que ela arremessa o sofá em Vega devido a cena de nudez. Essa cena foi editada em algumas versões (como a brasileira, por exemplo) e completamente excluída em outras. Algumas das lutas entre Vega e Chun-Li também sofreram edições. No total, a versão original apresenta um tempo de duração de 96 minutos (desconsiderando os créditos) e nas versões editadas cerca de 94 minutos. O filme, mesmo com as edições, recebeu classificação de 16 anos nos EUA, o que atrapalhou sua divulgação, uma vez que grande parte dos fãs dos jogos possuiam idade inferior a época do lançamento. Anos depois foi lançado em Blu-Ray para todos os países, inclusive o Brasil, remasterizado em HD e sem censura, incluindo a cena da Chun-Li tomando banho e a luta contra Vega.
Também houve troca nos nomes de alguns personagens, porém esse problema já era originado das versões dos jogos. O Japão reconhecia M. Bison, Balrog e Vega como sendo o boxeador americano, o espanhol com garras e o líder da Shadaloo respectivamente. Já nos EUA, os mesmos personagens eram conhecidos como Balrog, Vega e M. Bison, seguindo a ordem anterior. Isso pode ser visto no painel onde Chun Li apresentava os personagens em seu relatório inicial na Interpol. Dessa forma, cada país também seguiu com sua própria versão, conhecendo os personagens de acordo com a "versão japonesa" e a "versão americana". No Brasil, e em geral na Europa e países do Ocidente conhecem seus personagens pelos nomes apresentados na versão americana, enquanto os países da Ásia preferem identificá-los pela versão japonesa. Essa mudança altera a dublagem desses países, assim como os créditos finais.
Outra mudança entre as versões japonesas e americanas está na trilha sonora. A versão japonesa tem uma trilha com artistas daquele país, seguindo um ritmo mais pop rock característico do país. Já a versão americana ganhou músicas de bandas que faziam sucesso nos EUA, como Silverchair, Alice in Chains e Korn, ainda vivendo um final da era grunge.

## Dublagem
O filme foi distribuído em vários países, sendo dublado em várias línguas. A versão brasileira, porém, teve duas dublagens. Quando o anime finalmente chegou aos cinemas do país em Fevereiro de 1996, apresentava uma dublagem de qualidade ruim, feita por um estúdio em Miami, EUA, por atores brasileiros que atuavam como coadjuvantes em séries americanas. Algumas das vozes apresentavam inclusive certo sotaque, uma vez que alguns atores moravam a muitos anos nos EUA e pouco praticavam o português. Mas como a série Street Fighter II Victory fazia muito sucesso no país, sendo exibida pelo SBT, resolveram fazer uma dublagem usando os mesmos dubladores dessa versão. Dessa forma, a mesma empresa de dublagem, Master Sound, foi contratada e o anime ganhou sua segunda versão. Os nomes seguiram a versão americana assim como a trilha sonora.

### Protagonistas
| Personagem               | Versão Japonesa  | Versão Inglesa                | Versão Brasileira |
| ------------------------ | ---------------- | ----------------------------- | ----------------- |
| Ryu                      | Kōjirō Shimizu   | Skip Stellrecht (Hank Smith)  | Orlando Viggiani  |
| Ken Masters              | Kenji Haga       | Eddie Frierson (Ted Richards) | Sérgio Moreno     |
| Chun Li                  | Miki Fujitani    | Lia Sargent (Mary Briscoe)    | Fátima Noya       |
| Guile                    | Masane Tsukayama | Kirk Thornton (Donald Lee)    | Guilherme Lopes   |
| M. Bison (Vega no Japão) | Takeshi Kusaka   | Tom Wyner (Phil Matthews)     | Jonas Mello       |

### Outros Personagens
| Personagem                   | Versão Japonesa  | Versão Inglesa                    | Versão Brasileira  |
| ---------------------------- | ---------------- | --------------------------------- | ------------------ |
| Sagat                        | Shigezō Sasaoka  | Peter Spellos (David Conrad)      | Jorge Pires        |
| Vega (Balrog no Japão)       | Kaneto Shiozawa  | Richard Cansino (Steve Davis)     | Celso Alves        |
| Balrog (M. Bison no Japão)   | Jōji Nakata      | Joe Romersa (Joe Michaels)        | Ivo Roberto (Tatu) |
| Edmond Honda                 | Daisuke Gōri     | Richard Epcar (Patrick Gilbert)   | Carlos Eduardo     |
| Dhalsim                      | Yukimasa Kishino | Don Carey                         | Daoiz Cabezudo     |
| Cammy White                  | Yōko Sasaki      | Debra Jean Rogers (S. J. Charvin) | Alessandra Araújo  |
| Fei Long                     | Masakatsu Funaki | Bryan Cranston (Phillip Williams) | Affonso Amajones   |
| Dee Jay                      | Ginzō Matsuo     | Beau Billingslea (John Hammond)   | Marcelo Meirelles  |
| Thunder Hawk                 | Shōzō Iizuka     | Steve Blum (Richard Cardona)      | João Paulo Ramalho |
| Blanka                       | Unsho Ishizuka   | Tom Carlton                       | Nelson Machado     |
| Zangief                      | Tetsuo Kaneo     | William Johnson                   | Nelson Machado     |
| Eliza (namorada de Ken)      | Hiromi Tsuru     | Toni Burke                        | Noeli Santisteban  |
| Gouken (mestre de Ryu e Ken) | Hideyo Amamoto   | George Celik                      | Bruno Rocha        |

## Trilha Sonora

### Versões Japonesas
Duas trilhas oficiais foram lançadas no Japão.
A primeira, mais conhecida, lançada em 1 de agosto de 1994 era composta das seguintes músicas:
1. Tetsuya Komuro - Fighting Street
2. Tetsuya Komuro - "Plot"
3. Big Life - "Cry"
4. Tetsuya Komuro - "Enter VEGA"
5. Ryoko Shinohara w Tetsuya Komuro - "Itoshisa To Setsunasa To Kokoro Tsuyosato"
6. Tetsuya Komuro - "Battle-Blanka & Zangief"
7. Alph Lyla|Alpha-Lyla - "Break!"
8. Tetsuya Komuro - "Mission"
9. Alph Lyla|Alpha-Lyla - "Kitsusuki Nagara Atsukunare"
10. Tetsuya Komuro - "Assassination"
11. Tetsuya Komuro - "Farewell - Ryu & Ken"
12. Ryoko Shinohara & Tetsuya Komuro - "GooD LucK"
13. Yoko Shimomura - "Bonus Track - A Riddle/Gouki Theme"

A segunda trilha, lançada em 21 de novembro de 1994 foi composta por Tetsuya Komuro e contém músicas diferentes da primeira trilha, com exceção da faixa 17.
1. "Opening Fight - Ryu vs. Sagat"
2. "Ryu's Training"
3. "Ryu and Ken's Friendship"
4. "Fei Long and Ryu's Battle"
5. "Fei Long and Ryu's Quiet Friendship"
6. "Honda and Dhalsim's Battle"
7. "Chun Li"
8. "Dee Jay"
9. "Balrog's Eyes"
10. "Balrog and Chun Li's Battle"
11. "Vega Psycho Power"
12. "Possessed Ken"
13. "Ryu and Ken (Wake up, Ken!)"
14. "Life and Death Struggle"
15. "Heated Friendship"
16. "Chun Li's Sad News"
17. Ryoko Shinohara e Tetsuya Komuro - "Itoshisa To Setsunasa To Kokoro Tsuyosa To (Q Sound Mixed Version)"

Ambos as trilhas foram lançadas no Japão somente pela Sony Music Entertainment local.

### Versão Americana
A versão americana substituiu as músicas originais por outras mais pesadas, baseadas no grunge e no metal alternativo, além de algumas músicas eletrônicas. Composta por Cory Lerios e John D'Andrea, dupla famosa por também lançar a trilha sonora da série Baywatch:
1. Korn - "Blind"
2. Alice in Chains - "Them Bones"
3. Silverchair - "Israel's Son"
4. In The Nursery - "Hallucinations" (Dream World Mix)
5. Black/Note - "Evil Dancer"
6. KMFDM - "Ultra"
7. Smokin Suckaz Wit Logic - "Cuz I'm Like Dat"
8. Intermix - "Mantra"

## Jogo
Anos depois, em 1996, a Capcom lançou um jogo para Playstation e Sega Saturn baseado no anime, chamado Street Fighter II Movie The Interactive Game, jogo em era possível controlar os ciborgues da Shadaloo e mudar o final da história original do filme. Algumas cenas cortadas da versão final do anime, foram colocadas no jogo, como a fireball de Chun Li em sua luta contra Vega e uma aparição de Akuma na Índia.